# Observatorio Astronómico del Monte Deva
El Observatorio Astronómico del Monte Deva (abreviado como Observatorio de Deva) es un observatorio astronómico de titularidad municipal ubicado en el monte Deva, en la parroquia homónima de la ciudad asturiana de Gijón, España. Está gestionado por la Sociedad Astronómica Asturiana Omega.

## Ubicación
El observatorio se ubica en el monte Deva, a una altura de 410 metros y cerca del Centro de Interpretación de la Naturaleza Monte Deva.

## Instalaciones e historia
La única instalación del Observatorio es un módulo cilíndrico coronado en una cúpula metálica. El observatorio se abrió en 1995 en favor de la Sociedad Astronómica Asturiana Omega, fundada en 1981.

## Usos
Al ser un observatorio municipal, es posible visitarlo los viernes de 23:00 a 1:00 siempre y cuando no haya un factor adverso: tiempo nublado, fin de aforo, usos científicos del observatorio...